# Ingo Nommsen

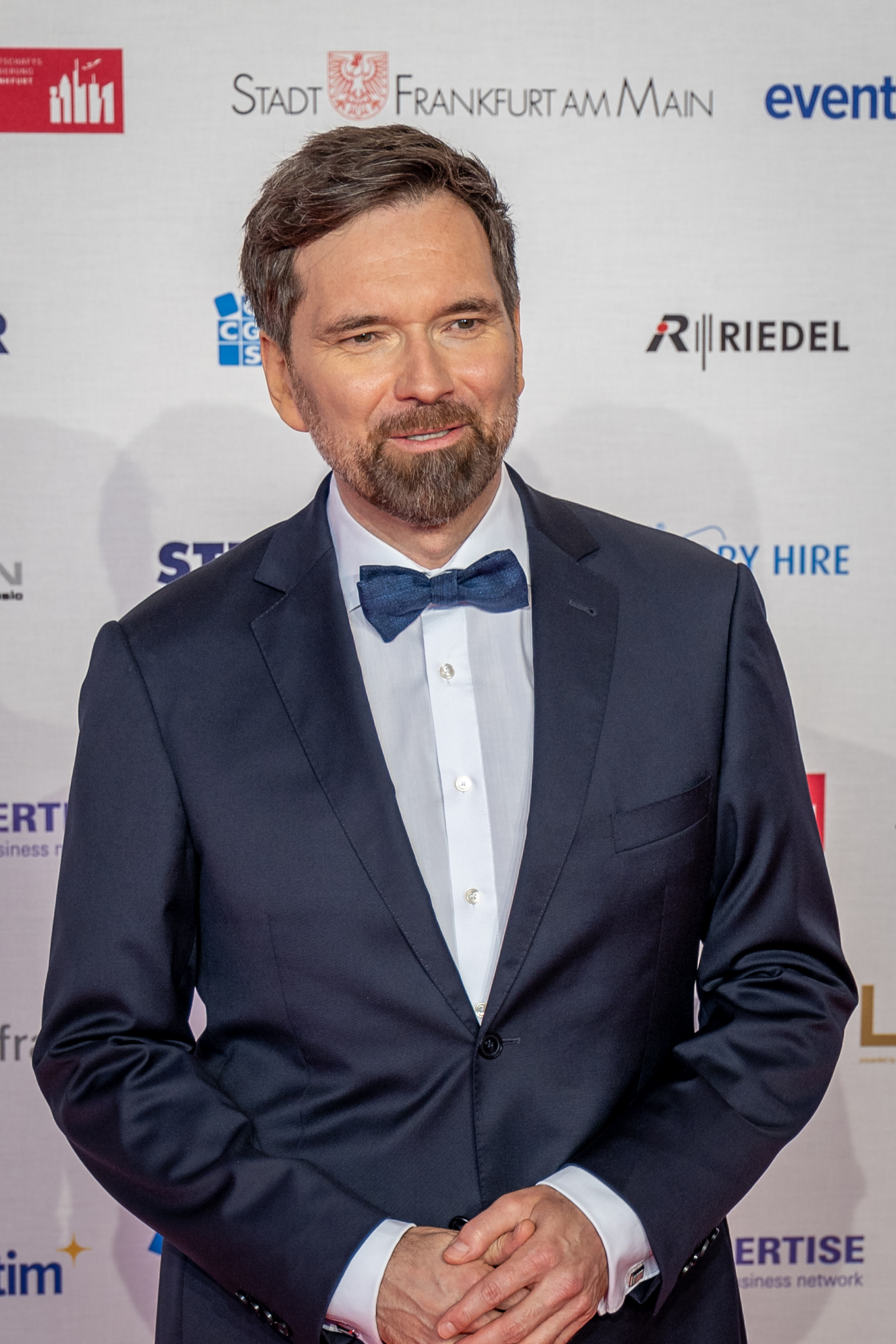
Ingo Nommsen (2022)

Ingo Nikolaus Reinhard Werner Nommsen (* 7. Februar 1971 in Nürnberg) ist ein deutscher Journalist und Fernsehmoderator. Daneben moderiert er verschiedene Veranstaltungen wie den LEA-Live-Entertainment-Award, den Bundespresseball oder den Kulturpreis Bayern.

## Leben und Karriere
Ingo Nommsen wurde in Nürnberg geboren. Da sein Vater Berufssoldat war, zog die Familie sehr häufig um. Sein Abitur machte Nommsen in Murnau, wo er die längste Zeit seiner Kindheit verbrachte.
Zwischen September 1991 und Dezember 1992 absolvierte Ingo Nommsen ein Praktikum bei der Bavaria Film GmbH und Helbos Film GmbH. Von Anfang 1993 bis August 1994 machte er ein Volontariat bei Radio Oberland in Garmisch-Partenkirchen. In dieser Zeitspanne war er auch als Moderator der RTL-Produktion Der HAIsse Stuhl zu sehen. Seit 1994 präsentiert er als Veranstaltungsmoderator unter anderem Galas, Musik- und Sportveranstaltungen und Messen. Als Moderator bei 95.5 Charivari war er von September 1994 bis April 1996 tätig. Daneben arbeitete er auch als Redakteur beim Radiosender Bayern 3 für den Bayerischen Rundfunk.
1997 übernahm Nommsen Gastrollen in diversen Film- und Fernsehproduktionen, zum Beispiel in der ARD-Seifenoper Marienhof und in der Sat.1-Produktion Die Unzertrennlichen. Des Weiteren war er in Samt und Seide sowie in Aktenzeichen XY … ungelöst und Wege zum Glück zu sehen. Er moderierte außerdem das RTL-Magazin Guten Abend RTL – RTL München Live und die tm3-Sendung Leben und Wohnen, letzteres von 1998 bis 2000.
Nommsen studierte an der Ludwig-Maximilians-Universität München (LMU München) Kommunikationswissenschaft, Politik, Soziologie sowie Psychologie. Im Juli 2000 schloss er das Studium als Diplom-Journalist ab. Die ZDF-Morgensendung Volle Kanne präsentierte er seit Oktober 2000 bis Anfang Dezember 2020. Von 2005 bis 2012 moderierte er das Boulevardmagazin hallo deutschland, 2008/2009 präsentierte er die Show Kult am Sonntag im ZDF und von 2009 bis 2010 moderierte er Die Frühlingsshow im ZDF.
Am 3. Dezember 2018 erschien sein Buch Erfolgsmenschen. In dem Buch erzählt Nommsen, was er von seinen prominenten Gästen gelernt hat.
Bei einem einmonatigen Aufenthalt in New York City im April 2019 stand er mit seinem englischen Stand-up Set auf den Bühnen am Broadway, unter anderem im Gotham Comedy Club. In Deutschland tritt er als Comedian unter anderem im Quatsch Comedy Club auf.
Nommsen wohnt in Düsseldorf-Derendorf. Er lebte von 2009 bis 2015 in einer Beziehung mit der Journalistin Mara Bergmann. Von Mitte 2015 bis Ende August 2017 war er mit dem Model Sarah Knappik liiert.